# ГЕС Калета
ГЕС Калета — гідроелектростанція на південному заході Гвінеї, за 80 км на північний схід від столиці країни Конакрі. Знаходячись після ГЕС Гарафірі, становить нижній ступінь каскаду на річці Конкуре, котра тече через Гвінею у широтному напрямку до впадіння в Атлантичний океан біля зазначеного вище міста. В майбутньому між двома названими станціями буде зведена ГЕС Souapiti.
Для створення ГЕС обрали район водоспадів Калета, природне падіння яких становить 40 метрів. Під час будівництва, яке тривало з 2012 по 2015 роки, долину річки перекрили греблею складної конфігурації. В її правобережній частині надлишкова вода може переливатись через гребінь, що дозволило уникнути спорудження традиційних водопропускних шлюзів з керованими затворами (можливо відзначити, що під час громадянської війни у сусідній Ліберії саме неможливість підняти затвори на ГЕС Маунт-Коффі спричинила руйнацію греблі). Виконана з ущільненого котком бетону споруда має висоту 22 метри, довжину 1545 метрів та утримує невелике водосховище об'ємом 23 млн м3.
Біля підніжжя лівобережної частини греблі облаштували машинний зал, обладнаний трьома турбінами типу Френсіс загальною потужністю 240 МВт, які забезпечуватимуть виробництво 1 млрд кВт·год електроенергії на рік (мінімальний проєктний рівень — 259 млн кВт·год). У посушливий період (5 місяців на рік) потужність станції знижуватиметься до 40 МВт.
Проєкт реалізувала китайська корпорація China International Water & Electric Corp. (CIWEC), при цьому Експортно-імпортний Банк Китаю профінансував 75 % від загальних витрат у 0,5 млрд доларів США.